# Das Totenhaus der Lady Florence
Das Totenhaus der Lady Florence ist ein deutscher Horrorfilm des Regisseurs Christoph Schlingensief aus dem Jahr 1974.

## Veröffentlichung
Mit 14 Jahren verfilmte Christoph Schlingensief den Larry-Brent-Roman 'Das Totenhaus der Lady Florence' (1969). Gedreht 1974 in Oberhausen und Umgebung, gilt der Film als eine der ersten Arbeiten des Regisseurs. Im Vorspann wird aufgrund eines Schreibfehlers die Regie mit 'Christoph Shlingensief' angegeben. Der Westdeutsche Rundfunk Köln strahlte den Film auch im TV aus. Der Filmvertrieb 'Filmgalerie 451' bietet den Film als Download oder Stream an.

## Kritiken
„Fetziger 70er Jahre Schmalfilm mit verrückten Autoverfolgungsjagden, pfiffigen Kameraeinfällen und netten Details.“

„Aber immer wieder gibt es kleine Ideen, Details und Einstellungen, die entzücken, und nicht zu vergessen auch zahlreiche Sequenzen, die ungewollt dokumentarisch den Oberhausen-Flair der 70er Jahre festhalten.“